# 200 mètres masculin aux championnats du monde d'athlétisme 2011
Navigation
Berlin 2009 Moscou 2013
L'épreuve du 200 mètres masculin des Championnats du monde de 2011 a eu lieu les 2 et 3 septembre 2011 dans le Stade de Daegu en Corée du Sud. Elle est remportée par le Jamaïcain Usain Bolt.

## Records et performances
Les records du 200 m hommes (mondial, des championnats et par continent) étaient avant les championnats 2011 les suivants.
| Record du monde           | Usain Bolt       | Jamaïque  | 19 s 19 | Berlin   | 20 août 2009      |
| Record des championnats   | Usain Bolt       | Jamaïque  | 19 s 19 | Berlin   | 20 août 2009      |
| Record d'Afrique          | Frank Fredericks | Namibie   | 19 s 68 | Atlanta  | 1er août 1996     |
| Record d'Asie             | Shingo Suetsugu  | Japon     | 20 s 03 | Yokohama | 7 juin 2003       |
| Record d'Amérique du Nord | Usain Bolt       | Jamaïque  | 19 s 19 | Berlin   | 20 août 2009      |
| Record d'Amérique du Sud  | Alonso Edward    | Panama    | 19 s 81 | Berlin   | 20 août 2009      |
| Record d'Europe           | Pietro Mennea    | Italie    | 19 s 72 | Mexico   | 12 septembre 1979 |
| Record d'Océanie          | Peter Norman     | Australie | 20 s 06 | Mexico   | 15 octobre 1968   |

### Meilleures performances de l'année 2011
Les dix coureurs les plus rapides de l'année sont, après les championnats (au 11 août 2011), les suivants. Y figurent 3 Américains, 3 Jamaïquains, un Brésilien, un Trinidadien, un Norvégien et un Français. Parmi eux, les Américains Rakieem Salaam et Wallace Spearmon, non sélectionnés lors des Championnats des États-Unis d'athlétisme 2011, et le Jamaïcain Steve Mullings, à la suite d'un contrôle antidopage positif, ne participeront pas à cette course.
| 1  | Usain Bolt       | Jamaïque          | 19 s 86 | 9 juin 2011     |
| 2  | Nickel Ashmeade  | Jamaïque          | 19 s 95 | 7 mai 2011      |
| 3  | Walter Dix       | États-Unis        | 20 s 02 | 21 juillet 2011 |
| 4  | Rakieem Salaam   | États-Unis        | 20 s 05 | 15 mai 2011     |
| 5  | Steve Mullings   | Jamaïque          | 20 s 11 | 26 juin 2011    |
| 6  | Bruno de Barros  | Brésil            | 20 s 16 | 6 août 2011     |
| 7  | Rondell Sorrillo | Trinité-et-Tobago | 20 s 16 | 14 août 2011    |
| 8  | Wallace Spearmon | États-Unis        | 20 s 18 | 7 mai 2011      |
| 9  | Maurice Mitchell | États-Unis        | 20 s 19 | 23 avril 2011   |
| 10 | Justin Gatlin    | États-Unis        | 20 s 20 | 21 mai 2011     |

## Critères de qualification
Pour se qualifier pour les Championnats (minima A), il fallait avoir réalisé moins de 20 s 60 entre le 1er octobre 2010 et  le 15 août 2011. Le minima B est de 20 s 70.

## Résultats

### Finale
| Rang               | Athlète             | Temps        |
| ------------------ | ------------------- | ------------ |
| Médaille d'or      | Usain Bolt          | 19 s 40      |
| Médaille d'argent  | Walter Dix          | 19 s 70      |
| Médaille de bronze | Christophe Lemaitre | 19 s 80 (PB) |
| 4                  | Jaysuma Saidy Ndure | 19 s 95      |
| 5                  | Nickel Ashmeade     | 20 s 29      |
| 6                  | Bruno de Barros     | 20 s 31      |
| 7                  | Rondell Sorillo     | 20 s 36      |
|                    | Alonso Edward       | DNF          |

### Demi-finales
Les deux premiers athlètes de chaque course (Q) plus les deux meilleurs temps (q) se qualifient pour la finale.
| Rang | Athlète             | Temps          |
| ---- | ------------------- | -------------- |
| 1    | Christophe Lemaitre | 20 s 17 Q (SB) |
| 2    | Nickel Ashmeade     | 20 s 32 Q      |
| 3    | Femi Ogunode        | 20 s 58        |
| 4    | Kim Collins         | 20 s 64        |
| 5    | Pavel Maslák        | 20 s 87        |
|      | Sandro Viana        | DQ             |
|      | Michael Mathieu     | DNF            |
|      | Mosito Lehata       | DNS            |

| Rang | Athlète             | Temps     |
| ---- | ------------------- | --------- |
| 1    | Usain Bolt          | 20 s 31 Q |
| 2    | Jaysuma Saidy Ndure | 20 s 50 Q |
| 3    | Bruno de Barros     | 20 s 54 q |
| 4    | Rondel Sorrillo     | 20 s 56 q |
| 5    | Darvis Patton       | 20 s 72   |
| 6    | Hitoshi Saito       | 21 s 17   |
| 7    | Reto Schenkel       | 21 s 18   |
|      | Churandy Martina    | DNS       |

| Rang | Athlète                   | Temps     |
| ---- | ------------------------- | --------- |
| 1    | Walter Dix                | 20 s 37 Q |
| 2    | Alonso Edward             | 20 s 52 Q |
| 3    | Mario Forsythe            | 20 s 63   |
| 4    | Michael Herrera           | 20 s 75   |
| 5    | Christian Malcolm         | 20 s 88   |
| 6    | Shinji Takahira           | 20 s 90   |
| 7    | Jonathan Åstrand          | 21 s 03   |
| 8    | Amr Ibrahim Mostafa Seoud | 21 s 15   |

### Séries
Les trois premiers de chaque séries (Q) plus les 3 meilleurs temps (q) se qualifient pour les quarts de finale.
| Rang | Athlète                   | Temps          |
| ---- | ------------------------- | -------------- |
| 1    | Walter Dix                | 20 s 42 Q      |
| 2    | Amr Ibrahim Mostafa Seoud | 20 s 44 Q (SB) |
| 3    | Kim Collins               | 20 s 52 Q (SB) |
| 4    | Femi Ogunode              | 20 s 54 q      |
| 5    | Marc Schneeberger         | 20 s 81        |
| 6    | Sebastian Ernst           | 20 s 95        |
| 7    | Sibusiso Matsenjwa        | 21 s 29 (PB)   |
| 8    | Roudy Monrose             | 22 s 18        |

| Rang | Athlète            | Temps          |
| ---- | ------------------ | -------------- |
| 1    | Usain Bolt         | 20 s 30 Q      |
| 2    | Michael Mathieu    | 20 s 46 Q      |
| 3    | Pavel Maslák       | 20 s 63 Q (PB) |
| 4    | Christian Malcolm  | 20 s 66 q      |
| 5    | Churandy Martina   | 20 s 70 q      |
| 6    | Bryan Barnett      | 20 s 75        |
| 7    | Emmanuel Callender | 20 s 97        |

| Rang | Athlète             | Temps     |
| ---- | ------------------- | --------- |
| 1    | Jaysuma Saidy Ndure | 20 s 65 Q |
| 2    | Darvis Patton       | 20 s 80 Q |
| 3    | Jonathan Åstrand    | 20 s 87 Q |
| 4    | Paul Hession        | 21 s 02   |
| 5    | Brijesh Lawrence    | 21 s 16   |
| 6    | Rolando Palacios    | 21 s 22   |
| 7    | Yuichi Kobayashi    | 21 s 27   |
| 8    | Khalilur Rahman     | 23 s 53   |

| Rang | Athlète             | Temps     |
| ---- | ------------------- | --------- |
| 1    | Christophe Lemaitre | 20 s 51 Q |
| 2    | Shinji Takahira     | 20 s 87 Q |
| 3    | Mosito Lehata       | 21 s 03 Q |
| 4    | Marvin Anderson     | 21 s 09   |
| 5    | Lebogang Moeng      | 21 s 09   |
| 6    | Alex Wilson         | 21 s 25   |
| 7    | Leeroy Henriette    | 21 s 83   |
| 8    | Brendan Christian   | DNS       |

| Rang | Athlète          | Temps     |
| ---- | ---------------- | --------- |
| 1    | Nickel Ashmeade  | 20 s 47 Q |
| 2    | Sandro Viana     | 20 s 62 Q |
| 3    | Hitoshi Saito    | 20 s 80 Q |
| 4    | James Ellington  | 20 s 82   |
| 5    | Jeremy Dodson    | 20 s 92   |
| 6    | Gabriel Mvumvure | 21 s 11   |
| 7    | Calvin Dascent   | 21 s 15   |

| Rang | Athlète                   | Temps     |
| ---- | ------------------------- | --------- |
| 1    | Alonso Edward             | 20 s 55 Q |
| 2    | Bruno de Barros           | 20 s 63 Q |
| 3    | Reto Schenkel             | 20 s 77 Q |
| 4    | Jared Connaughton         | 20 s 83   |
| 5    | Ben Youssef Meité         | 20 s 97   |
| 6    | Thuso Mpuang              | 21 s 07   |
| 7    | Omar Jouma Bilal Al-Salfa | 21 s 45   |
| 8    | Luka Rakic                | 22 s 73   |

| Rang | Athlète          | Temps        |
| ---- | ---------------- | ------------ |
| 1    | Rondel Sorrillo  | 20 s 68 Q    |
| 2    | Mario Forsythe   | 20 s 68 Q    |
| 3    | Michael Herrera  | 20 s 76 Q    |
| 4    | Daniel Grueso    | 20 s 87      |
| 5    | Marek Niit       | 20 s 90      |
| 6    | Nilson Andrè     | 20 s 93      |
| 7    | Arnaldo Abrantes | 21 s 10      |
| 8    | Holder da Silva  | 21 s 82 (SB) |

## Détail de la finale par intervalle de course
Source : 
| [[ ]] |
| [[ ]] |
| [[ ]] |
| [[ ]] |
| [[ ]] |
| [[ ]] |
| [[ ]] |
| [[ ]] |
| [[ ]] |
| [[ ]] |

## Légende
Records et Performances
- AR : Record continental (area record)
- CR : Record des championnats (championship record)
- MR : Record du meeting (meet record)
- NR : Record national (national record)
- OR : Record olympique (olympic record)
- PR : Record paralympique (paralympic record)
- PB : Record personnel (personal best)
- SB : Meilleure performance personnelle de la saison (season's best)
- WL : Meilleure performance mondiale de l'année (world leader)
- WJR : Record du monde junior (world junior record)
- WR : Record du monde (world record)

Circonstances et Conditions
- DNF : N'a pas terminé (did not finish)
- DNS : N'a pas pris le départ (did not start)
- DQ : Disqualification (disqualification)
- NM : Aucun essai valable enregistré (No Mark)
- Q : Qualifié « directement » au prochain tour (ou à la prochaine compétition), lors d'une compétition majeure, grâce au classement ou à la réalisation des minima (automatic qualifier)
- q : Qualifié au prochain tour (ou à la prochaine compétition), lors d'une compétition majeure, grâce au repêchage ou à la réalisation de l'une des meilleures performances parmi celles des « non qualifiés directement » (grâce au meilleur temps ou à la meilleure distance par exemple) (secondary qualifier)